# خفجی
شهر الخفجی (به عربی: الخفجي) در استان شرقی در کشور عربستان واقع شده‌است. جمعیت این شهر ۵۴٫۴۶۴ نفر است.